# 藤田 (岡山市)
藤田（ふじた）は、岡山県岡山市南区にある大字である。かつての児島郡藤田村（ふじたそん）に相当する。
地名は児島湾干拓を主導した藤田傳三郎に由来する。

## 概要
岡山市南区役所藤田地域センターが管轄する南区藤田が該当地域となっている。かつては児島郡藤田村であったが、1975年5月1日に岡山市へ編入合併された。
戦後から1975年までは、日本では市町村合併が毎年実施されてきたが、藤田村を最後に約4年間実施されなくなった。したがって、翌1976年は戦後初となる市町村合併がない年となった。
岡山市南西部に位置し、全域が児島湾干拓地であるため平坦であり丘陵はない。村域を二つの二級河川に囲まれており、村域の中央に妹尾川がある。妹尾川の河口付近は児島湖の水面より地面が低いところがある。
近年、DCM岡山など国道30号沿線のロードサイド店舗が増えつつある。又、近年宅地が増加し、人口も若干増えつつある

### 小・中学校の学区
公立の小・中学校に通学する場合、学区は次のように指定されている 。
| 番地                                 | 小学校         | 中学校     |
| ------------------------------------ | -------------- | ---------- |
| 1番地～480番地、2617番地（都、大曲） | 第一藤田小学校 | 藤田中学校 |
| 481番地～777番地（錦）               | 第二藤田小学校 | 藤田中学校 |
| 801番地～2616番地（錦六区、都六区）  | 第三藤田小学校 | 藤田中学校 |

## 地理
河川
- 二級河川
  - 笹ヶ瀬川：村の北側から東側に貫流し、児島湾に注ぐ。
  - 倉敷川：村の西側から東側に貫流し、児島湾に注ぐ。
- 三級河川
  - 妹尾川

湖沼
- 児島湖

## 地区
第二区と第六区と、妹尾川によって分けられる4つと大曲に区分される.
- 錦：第二区の妹尾川より北側
- 都：第二区の妹尾側より南側かつ、丙川より北側
- 錦六区：第六区の妹尾川より北側
- 都六区：第六区の妹尾川より南側
- 大曲：第二区の丙川より南側

## 産業
干拓地のため農業中心である
農業
- 米
- 麦
- れんこん
- レタス
- 千両なす
- バナナ
- 苺

## 施設
- 岡山市南区役所藤田地域センター（旧・岡山市藤田支所）
- 岡山南警察署藤田交番
- NHK岡山放送局錦ラジオ放送所
- 藤田変電所
- 藤田用水パイプライン

## 学校
- 岡山市立第一藤田小学校
- 岡山市立第二藤田小学校
- 岡山市立第三藤田小学校
- 岡山市立藤田中学校
- 岡山県立興陽高等学校

かつては岡山朝鮮初中級学校があったが、現在は倉敷朝鮮初中級学校と統合されて倉敷市に移転している。

## 交通
道路
- 一般国道
  - 国道30号：第二区の堤防の跡に敷設されている。

- 県道
  - 岡山県道74号倉敷飽浦線
  - 岡山県道267号藤田妹尾線
- 市道

```
  
市道藤田浦安南町線
```